# Hispano Atlético
El Hispano Atlético fue un club de fútbol de Costa Rica, fundado en 1929. Jugó en la Primera División de Costa Rica.

## Historia
Es un equipo de Barrio México (San José). Al igual que el Buenos Aires, el Sport México (también de Barrio México) y Alajuela Junior, tuvo vida efímera en los primeros años de la división de honor.
El equipo usa el color azul en su uniforme. Su fundación es cercana en el tiempo a la de Barrio México en 1923 y del Estadio Nacional en 1924. 
Su paso por Tercera División en 1930 y Segunda División en 1931 fue positivo. Fue subcampeón de la Segunda División en 1931 y ascendido a Primera junto al campeón de esa categoría (Buenos Aires). 
Hay pocos registros oficiales de su paso por la Primera División. Jugó en la temporada de 1932 en Primera División coincidiendo ese año con sus vecinos del Sport México. Jugaron esa temporada dos encuentros entre sí con un triunfo para cada equipo. El Hispano Atlético terminó último lugar del campeonato y no volvió a participar en Primera División. 
La estadía del novel cuadro en Primera División se resume en goleadas por las que caía en el torneo local. Uno de los motivos de los malos resultados tanto del Hispano como del Sport México en Primera División podría explicarse en el hecho de la presencia simultánea de dos equipos del mismo barrio en la máxima categoría, en lugar de uno que representara a toda la comunidad, lo cual quizá hubiera resultado en mejores presentaciones. A lo anterior se suma que los mejores jugadores del Hispano Atlético reforzaron otros equipos de la Primera División y no al Sport México, a partir de 1933. 
Tal fue el caso de Rodolfo Butch Muñoz, Gregorio "Goyo" Morales, Orlando Silva y José Manuel Trejos que jugaron en la temporada 1932 con el Hispano Atlético. Al desaparecer el Hispano Atlético en ese año pasaron al Orión FC y al Club Sport La Libertad, y no reforzaron al otro equipo de Barrio México en Primera División.
El Club Sport México y el Hispano Atlético no fueron cuadros exitosos en la Primera División, si se mide en cuanto a títulos o grandes presentaciones, pero, sí fueron semillero de grandes figuras que luego triunfaron en otros conjuntos como Jorge Lozano (Sport México) campeón con el Orión F.C en 1938, José Manuel Trejos (Hispano Atlético), Juan Tellini (Sport México) y Mario Chacón (Hispano Atlético) campeones con el Club Sport La Libertad en 1934, 1942 y 1946 respectivamente. Fernando Naranjo en su libro “Época de Oro del Fútbol en Costa Rica” (1987. P, 209) menciona que también fue jugador del Sport México Alfredo “Chato” Piedra campeón con Orión en 1938 (goleador del torneo), 1944 y con La Libertad en 1946. Como entrenador ganó con la Selección Nacional el Campeonato Centroamericano y del Caribe de 1955 y el NORCECA de naciones de 1963.
La existencia de equipos como el Sport México y el Hispano Atlético son antecedente de la práctica del fútbol en esa comunidad de la cual surgieron a partir de esos años grandes futbolistas como "Goyo" Morales, "Butch" Muñoz, Feis Tabash, Carlos "Chale" Silva, y décadas después Guillermo "Memo" Hernández, Mario "Flaco" Pérez, Guillermo "Tierra" Acuña, Roy Sáenz, José "Chinimba" Rojas, entre otros que formaron en su mayoría con el Club Deportivo Barrio México.
El Hispano en 1932 el equipo desapareció. Fue de nuevo inscrito en el fútbol federado para la temporada 2015 en la Liga Nacional de Fútbol Aficionado-LINAFA (Tercera División), con cancha sede en el Liceo de San José en Barrio México.

## Jugadores

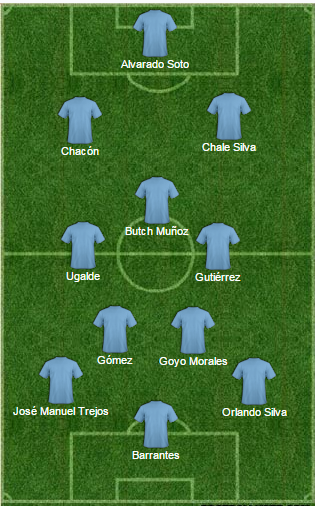
Hispano Atlético en los 30´s

Fueron integrantes del Hispano Atlético: Carlos Alvarado Soto, José Manuel Trejos, Mario Chacón y Gregorio "Goyo" Morales, los últimos tres luego jugaron con gran éxito en el Club Sport La Libertad.
En la edición del 23 de mayo de 1932 del Diario La Nueva Prensa en una amplia nota aparece la alineación del Hispano Atlético en el primer encuentro que jugó en Primera División: Carlos Alvarado Soto, Suárez, Jiménez, García, Gutiérrez, Butch Muñoz, Ugalde, Gómez, Goyo Morales, Barrantes y Orlando Silva.  
"Goyo" fue ganador en Costa Rica con el Club Sport La Libertad del Campeonato de Fútbol de 1934. Fue campeón del I Campeonato Centroamericano y del Caribe de Fútbol en 1941. Luego jugaría con el Club América de México. Fue campeón como entrenador en la Liga de Ascenso de Costa Rica en 1963 con el Deportivo Nicolás Marín llamado actualmente Club Deportivo Barrio México.
El mejor jugador en la historia del Hispano Atlético fue Rodolfo Butch Muñoz, nacido en Barrio México el 18 de octubre de 1912. Fue campeón de Primera División en México con el Real Club España como jugador en las temporadas 1936, 1940 y 1942. Asimismo fue campeón de Primera División en ese país como entrenador con ese mismo equipo en 1945.
Carlos "Chale" Silva jugó en el Hispano Atlético en Segunda División aunque no llegó a jugar en Primera hasta 1936 con el Orión F.C. Su hermano Orlando Silva jugó en Segunda y Primera división con el Hispano Atlético, luego pasaría al Orión F.C.
En Tercera División de LINAFA en 2015 jugó para el Hispano Atlético Nelson Fonseca Jiménez ex mundialista juvenil. 

### Jugadores históricos
| Posición | Jugador                 |
| -------- | ----------------------- |
|          | Carlos "Chale" Silva    |
|          | Rodolfo Butch Muñoz     |
|          | Gregorio "Goyo" Morales |
|          | Orlando Silva           |

## Datos estadísticos
- Números en Primera División (1932): Catorce juegos; un triunfo, un empate y doce derrotas. Trece goles anotados y cincuenta y cuatro recibidos.[17] Debut en Primera: 22 de mayo de 1932 ante el Sport México (también de Barrio México) con triunfo Hispano 1-3 (dos goles de Gómez a pases de Orlando Silva y un gol de Barrantes).[18] 5 de junio de 1932 3-3 ante el Orión F.C.[19]

- Hay dato de algunos partidos del Hispano Atlético en Segunda y Tercera División. En 1931 el equipo azul tuvo dos representativos simultáneamente en ambas categorías.
- En Segunda División 23 de agosto de 1931 Hispano 5- Fortuna 1, 15 de noviembre de 1931 Heredia 5- Hispano 2, 22 de noviembre de 1931 Hispano 2- Heredia 2, 29 de noviembre de 1931 Hispano 3- Oriente 3, 6 de diciembre de 1931 Hispano 3- Plaza Víquez 1, 20 de diciembre de 1931 Hispano Atlético 6- Orión 0, 27 de diciembre de 1931 Bolívar 2- Hispano 0.
- En Tercera División: 26 de octubre de 1930 Gimnástica Española 1- Hispano Atlético 12, 23 de agosto de 1931 Hispano 3- Iberia 3, 19 de abril de 2015 Hispano Atlético 5- Curridabat 2, 3 de mayo de 2015 Hispano Atlético 3- Municipal Tibás 1.

## Palmarés
Campeón de Liga Nacional de Fútbol Aficionado: 1930
Subcampeón de Liga Mayor de Fútbol de Costa Rica: 1931